# Canon EOS 70D
Canon EOS 70D – cyfrowa lustrzanka jednoobiektywowa wyposażona w matrycę światłoczułą Dual Pixel CMOS AF o rozdzielczości 20,2 megapikseli i 14-bitowy procesor DIGIC 5+, wyprodukowana przez japońską firmę Canon. Została zaprezentowana 2 lipca 2013 roku. Model ten jest następcą modelu Canon EOS 60D.

## Opis aparatu
Lustrzanka jednoobiektywowa Canon EOS 70D posiada system AF z 19 punktami krzyżowymi kompatybilnym ze wszystkimi obiektywami marki Canon i wykonuje serie zdjęć w pełnej rozdzielczości z szybkością 7 klatek/s. Ponadto umożliwia nagrywanie filmów w jakości Full HD z płynną, automatyczną regulacją ostrości i zdalne sterowanie aparatem.
Aparat wyposażony jest w odchylany, 3-calowy (7,7 cm) wyświetlacz ciekłokrystaliczny TFT Clear View o siedmiu poziomach regulacji. Canon EOS 70D został wyposażony w nową matrycę CMOS 20,2 MP APS-C i jest zarazem pierwszą lustrzanką, w której zastosowano nową generację hybrydowego mechanizmu AF – Dual Pixel CMOS AF, który zapewnia automatyczne ostrzenie podczas filmowania oraz szybką pracę w czasie fotografowania w trybie Live View. Tryb ten pozwala na zapisanie maksymalnie 65 plików JPEG lub 16 zdjęć w formacie RAW podczas jednej serii. Natywny zakres czułości matrycy wynosi od 100 do 12800 ISO z możliwością cyfrowego podbicia do ekwiwalentu 25600 ISO.
Aparat wyposażony jest w inteligentny celownik optyczny z 98-procentowym pokryciem i 0,95x powiększeniem sceny pozwalający  na komfortowe kadrowanie i wizualizację ustawień poprzez elektroniczną nakładkę.

## Cechy kluczowe aparatu
- 20,2-megapikselowa matryca CMOS APS-C i DIGIC 5+
- 19 punktowy system AF typu krzyżowego i 7 klatek/s
- Dual Pixel CMOS AF
- Szybkie udostępnianie i zdalne sterowanie poprzez Wi-Fi
- ISO 12800 (H:25600)
- Odchylany ekran dotykowy LCD 7,7 cm ClearView II
- Inteligentny celownik
- Filmy w jakości Full HD
- Mikroregulacja obiektywów[1]

## Ulepszenia w stosunku do modelu Canon EOS 60D
- Szybsze ujęcia przy najwyższej rozdzielczości z autofokusem w formacie JPEG
- Tryb HDR
- Obsługa Wi-Fi
- 12.22% więcej megapikseli
- Dynamiczny autofokus
- Więcej punktów ostrości
- Ekran dotykowy
- Mikrofon stereo
- Dotykowy autofokus[5]